# Lilioide
En botánica, se llama flor lilioide (no lilióidea, que sería el nombre de una subfamilia) a la flor monocotiledónea con 6 tépalos en 2 verticilos nunca fusionados entre sí ni con otras piezas florales ("libres"), 6 estambres libres, y un gineceo de 3 carpelos fusionados (gamocarpelar) de ovario súpero. A las plantas de flor lilioide se las puede encontrar como "planta lilioide". El término deriva de la flor de la familia de las liliáceas (Liliaceae). 
La morfología de flores lilioides es una de las más típicas de las monocotiledóneas y en el pasado fueron agrupados en esta familia de las liliáceas muchos géneros no cercanamente relacionados porque sus demás caracteres no variaban en patrones que delimitaran grupos claramente, que recién luego de agregar las líneas de evidencia moleculares pudieron reubicarse, quedando esta familia restringida a sólo unos 10 géneros, en general con representantes en Europa, los más relacionados con Lilium, el género "tipo".
Compárese con flor amarilidoide (no amarilidóidea, que es el nombre de una subfamilia), con la misma fórmula floral pero de ovario ínfero. El término deriva de la flor de las antiguas amarilidáceas, hoy (según el APG III) de fórmula floral más amplia.